# Xerophyta nutans
Xerophyta nutans är en enhjärtbladig växtart som beskrevs av Lyman Bradford Smith och Edward Solomon Ayensu. Xerophyta nutans ingår i släktet Xerophyta och familjen Velloziaceae. Inga underarter finns listade.